# 颱風康森 (2004年)
颱風康森（英語：Typhoon Conson，國際編號：0404，聯合颱風警報中心：07W，菲律賓大氣地球物理和天文服務管理局：Frank）為2004年太平洋颱風季第4個被命名的熱帶氣旋。「康森」（Côn Sơn）一名由越南提供，得名於崑山島。

## 氣象歷史
熱帶氣旋康森源自一擾攘了6日的熱帶擾動－－91W。5月29日下午，熱帶擾動91W於北緯6.3度，東經145.4度之西北太平洋海域形成，聯合颱風警報中心亦於當日升格其為一POOR擾動，起初，91W的對流活動主要呈南北走向，而且組織欠佳。隨後數天擾動發展得相當緩慢，對流鬆亂而且有多個中心。6月1日，系統移至菲律賓以東的海域，發展略為好轉，上午系統東部對流一度出現輕微的爆發。翌日(6月2日)，91W登陸菲律賓中部地區，在菲律賓的高山影響下，系統組織受到一定程度的破壞，聯合颱風警報中心於當日下午把其降格。6月3日，系統成功橫過菲律賓並進入南海，系統對流亦開始旺盛起來。聯合颱風警報中心再度於6月4日把其升格為一熱帶擾動。6月4日晚上，聯合颱風警報中心對91W發出"熱帶氣旋形成警報"。從當時的衛星雲圖見到91W的對流的確較早前旺盛及活躍，而且風力亦漸達熱帶氣旋之水平。
其後，91W 於6月5日早上增強為一熱帶低氣壓，聯合颱風警報中心給予其臨時編號為07W。當時副熱帶高壓脊的位置偏東偏弱，系統並未受到其引導，初時緩慢地向偏東方向移動。強度方面，由於系統初時由於位於南海，發展空間較細的關係，因此系統發展初時較為緩慢。當時聯合颱風警報中心預測 07W 會以東北的路徑趨向台灣以東，但香港天文台的路徑預測則預料系統會於72小時後轉向西北移向南海北部，各氣象機構及預報模式都出現較大的分歧。6月6日，系統南部部分對流旋捲至系統北部，旋捲程度增至0.7圈。至於路徑方面，07W當時受到一個位於台灣以東的割離低氣壓影響下，緩慢地向東北至東北偏東的方向移動。另外，隨著各大預報模式預料該割離低氣壓會令07W偏東向量加大，香港天文台於當晚更改預測，預測07W會趨向台灣附近海域，而各氣象機構及預報模式的預測亦漸趨一致。 
07W於6月7日上午增強為一熱帶風暴，日本氣象廳把其命名為康森，系統增強為一熱帶風暴後。從當晚的多頻微波影像顯示，康森 有一細小的低層風眼形成，直徑約有20公里，但對流則受到呂宋地形影響而出現輕微減弱的情況。6月8日清晨開始，系統對流再次增多，旺盛而且相當有組織，系統於當日早上增強為一強烈熱帶風暴，中心最低海平面氣壓降至985hPa。路徑方面，早前位於在台灣以東的一個割離低氣壓於當日清晨切入西風帶，副熱帶高壓脊於6月7日晚上起已作出西伸，並於6月8日開始引導康森轉向偏北方向移動。6月8日中午，強烈熱帶風暴康森增強為颱風，系統當時組織頗佳，而且有一細小的「中心密集雲團區」形成。康森於當晚達至顛峰強度，中心風力每小時150公里，陣風亦達每小時195公里，氣壓為960hPa。從當時的衛星雲圖中已可看康森的細小風眼，直徑30公里。隨著康森移至高緯度的地區，附近的垂直風切變亦漸漸增強。康森於6月9日移至台灣東海域，並開始轉趨減弱。
6月10日上午，康森當時已開始遠離台灣並加速向東北推進，於晚上減弱為一強烈熱帶風暴，並開始溫帶氣旋轉化過程，同時南部對流已被乾燥空氣所入侵，而東北部對流亦已明顯向北切離系統中心，並與鋒面結合，伸展至北太平洋中部。康森在隨後24小時加速減弱，並在西風槽之影響下，以時速35公里向東北方向移動。6月11日下午，康森減弱為一熱帶風暴。下午3時於日本高知縣室戶市登陸，再於晚上轉化為一溫帶氣旋。

## 影響

### 菲律賓
當地發出之最高風暴信號：二號風暴信號
康森吹襲菲律賓期間，菲律賓大氣地球物理和天文服務管理局曾一度發出二號風暴信號，而當時呂宋附近的天氣亦較不穩定。 

### 香港
當地發出之最高熱帶氣旋警告信號： 一號戒備信號
因應康森增強為一颱風，香港天文台在6月8日下午2時15分發出一號戒備信號，當時康森集結在香港之東南偏東約670公里。天文台預料康森會與香港保持一段距離，香港在晚間不會吹強風，因此並未考慮發出三號熱帶氣旋警告信號。康森在下午6時最接近香港，在香港之東南偏東約660公里掠過。隨著康森採取偏東北路徑遠離香港，天文台在6月9日凌晨4時半取消所有熱帶氣旋警告信號。

### 台灣
當地發佈之颱風警報：海上陸上颱風警報
康森採取東北偏北的路徑移近台灣，交通部中央氣象局於6月7日下午5時30分發佈海上颱風警報。隨著系統轉向偏北的方向移動及系統的增強，氣象局於6月8日上午10時30分發佈陸上颱風警報。康森於當晚移至台灣東海域，由於康森對台灣陸上的威脅大致解除，氣象局於6月9日下午解陸上颱風警報，海上颱風警報亦於晚上解除。

### 日本
康森為歷來第五早登陸日本的熱帶氣旋。
| 排名 | 熱帶氣旋 | 名稱（英文） | 登陸時間（UTC+8）      | 登陸地點           |
| ---- | -------- | ------------ | ---------------------- | ------------------ |
| 1    | 黛瑪     | Thelma       | 1956年4月25日 6時30分  | 鹿兒島縣大隅半島   |
| 2    | 艾米     | Amy          | 1965年5月27日 11時     | 千葉縣房總半島     |
| 3    | 蓮花     | Linfa        | 2003年5月31日 5時30分  | 愛媛縣宇和島市附近 |
| 4    | 朱迪     | Judy         | 1953年6月7日 8時       | 熊本縣八代市附近   |
| 5    | 康森     | Conson       | 2004年6月11日15時      | 高知縣室戶市附近   |
| 6    | 羅斯     | Rose         | 1963年6月13日 21時     | 高知縣宿毛市附近   |
| 7    | 古超     | Guchol       | 2012年6月19日 16時     | 和歌山縣南部       |
| 8    | 奧蓓     | Opal         | 1997年6月20日 10時30分 | 愛知縣豐橋市附近   |
| 9    | 寶麗     | Polly        | 1978年6月20日 17時     | 長崎縣西彼杵半島   |
| 10   | 電母     | Dianmu       | 2004年6月21日 8時30分  | 高知縣室戶市附近   |

## 熱帶氣旋警告使用紀錄

### 台灣
| 交通部中央氣象局 颱風警報 | 交通部中央氣象局 颱風警報 | 交通部中央氣象局 颱風警報 |
| ------------------------- | ------------------------- | ------------------------- |
| 上一熱帶氣旋              | 海上颱風警報              | 下一熱帶氣旋              |
| 輕度颱風米勒              | 海上颱風警報              | 中度颱風敏督利            |
| 輕度颱風米勒              | 陸上颱風警報              | 中度颱風敏督利            |

### 香港
| 香港天文台 熱帶氣旋警告信號 | 香港天文台 熱帶氣旋警告信號 | 香港天文台 熱帶氣旋警告信號 |
| --------------------------- | --------------------------- | --------------------------- |
| 上一熱帶氣旋                | 一號戒備信號                | 下一熱帶氣旋                |
| 颱風杜鵑                    | 一號戒備信號                | 熱帶風暴圓規                |

## 外部連結
- . 國立情報學研究所. （英文）